# Konstellationen
Konstellationen (französisch Constellations) oder Sternenbilder ist der Titel einer Gemäldeserie  von 23 kleinformatigen Gouachen von Joan Miró, die er in den Jahren 1940/41 in Mont-roig del Camp und Palma schuf.

## Zum Werk
„Es war um die Zeit, als der Krieg ausbrach. Ich hatte das Bedürfnis zu fliehen. Ich zog mich absichtlich in mich zurück. Die Nacht, die Musik, die Sterne begannen eine wichtige Rolle bei der Findung meiner Bildideen zu spielen. Musik hat mich immer begeistert, und jetzt war es die Musik, die die Rolle übernahm, die Gedichte in den frühen zwanziger Jahren gespielt hatten – besonders Mozart und Bach – als ich nach Mallorca zurückkehrte nach der Niederlage Frankreichs. Auch das Material der Bilder bekam wieder neue Bedeutung. In Aquarellen rauhte ich die Oberfläche des Papiers auf, indem ich es rieb. Wenn ich auf dieser unregelmäßigen Fläche malte, entstanden komische Zufallsformen. Vielleicht hatte mich die selbstauferlegte Isolation von meinen Kollegen dezu geführt, bei meinem Material nach Ideen für die Bilder zu suchen.“

Miró fasste die Serie kleinformatiger Gouachen unter dem Titel Sternbilder oder Konstellationen zusammen. Der Begriff „Konstellationen“ umschließt ein Ensemble von Körpern unterschiedlicher Art. Sterne sowie andere Figurationen bevölkern in All-over-Manier die Bildfläche: Augen, Kreise, Punkte, das männliche sowie das weibliche Geschlechtsteil und Anderes mehr. Systematisch wechselt die Farbe beim Aufeinandertreffen von Formen und Linien auf Rot zu Schwarz und Schwarz zu Rot, um ein Beispiel zu nennen. 
Die Konstellationen wurden als erste europäische Bilder nach dem Krieg Anfang 1945 in der Galerie von Pierre Matisse, New York, gezeigt und erregten großes Aufsehen. André Breton schrieb im Jahr 1958 Texte für ein Buch, das 22 der insgesamt 23 Konstellationen zeigte und resümierte: „[…] Sie gehören zueinander und unterscheiden sich wie in der Chemie die Elemente der aromatischen oder zyklischen Reihe. Betrachtet man sie zugleich in ihrer Entwicklung und als Ganzes, dann erhält jedes von ihnen Notwendigkeit und Wert wie das Glied einer mathematischen Reihe. Und schließlich geben sie durch ihre ununterbrochene, beispielhafte Folge dem Wort ‚Serie’ die ganz bestimmte Bedeutung.“
Die Konstellationen beeinflussten die New York School of Painting und das Werk von Arshile Gorky, Jackson Pollock und anderen. Mirós All-Over-Verteilung der Formen, die Variationen sich wiederholender Elemente und die Anwendung der automatischer Zeichnung nach der Methode der Écriture automatique begannen in der amerikanischen Malerei Fuß zu fassen.
Miró erntete andererseits mit seinen Konstellationen gelegentlich die Kritik, Harmlosigkeit in schweren Zeit geschaffen zu haben, und in der Bilderreihe wurde eine Stereotypie der Unschuld gesehen. Ähnliche Vorwürfe wurden übrigens auch Henri Matisse und Marc Chagall zuteil.

## Weblink
- Konstellationen Nr. 1 bis 22 bei „Weinstein Gallery“, San Francisco (englisch)